# Cerámica calcidea

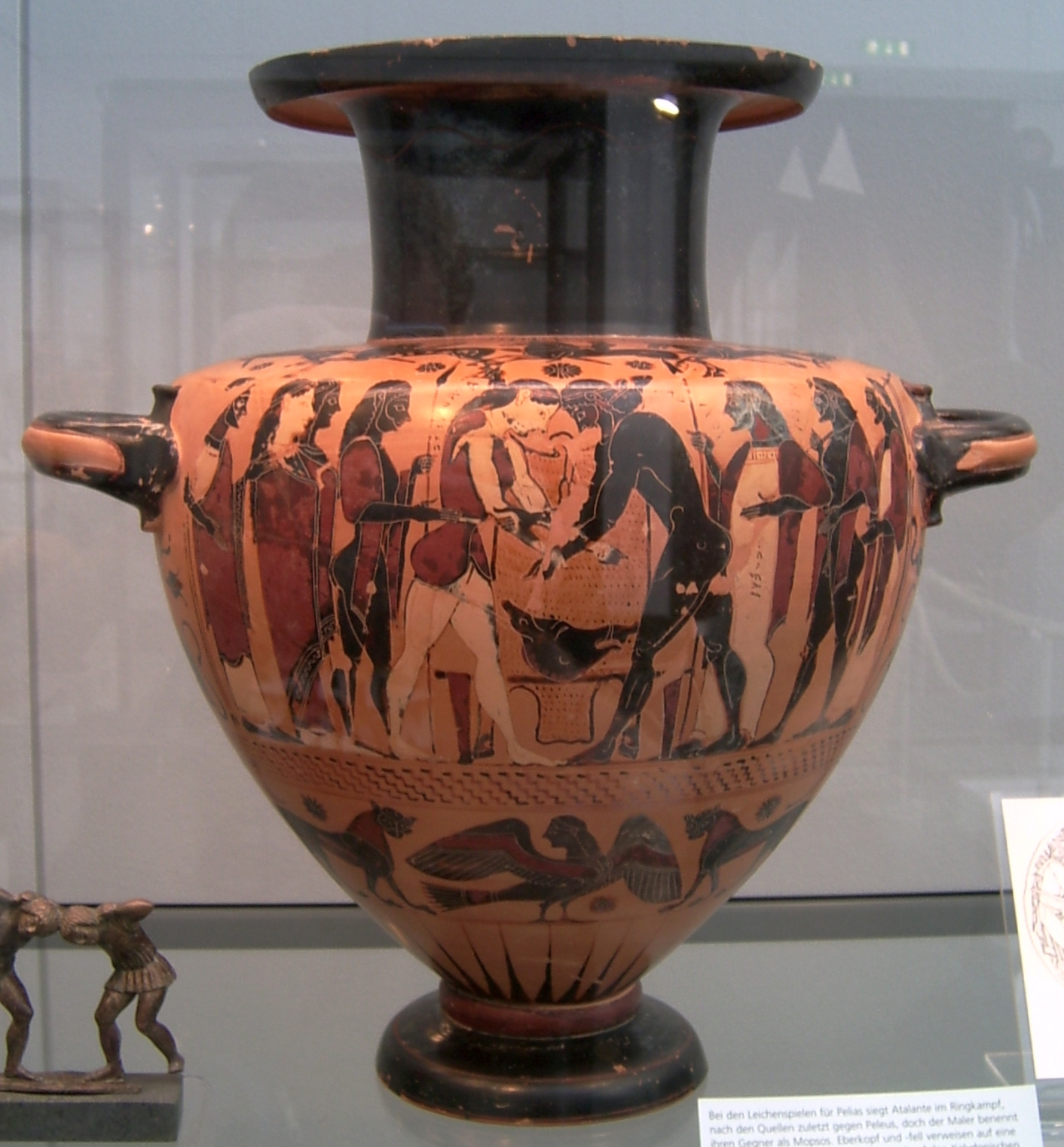
Pintor de las inscripciones, hidria de figuras negras, Múnich, Staatliche Antikensammlungen 596.

La cerámica calcidea es una clase de cerámica griega, originalmente llamada así por la presencia en algunos vasos de inscripciones en el alfabeto euboico, en las que los elementos calcideos prevalecen sobre los eritreos. La producción es de figuras negras con detalles incisos y vivos retoques añadidos en rojo y blanco, de estilo ecléctico; fuertemente ática, pero con influencias corintias y jonias (en particular los foceos) y con algunos elementos itálicos, especialmente para algunas formas vasculares menores. Hay referencias ocasionales a la cerámica laconia, especialmente por la forma de la crátera con asas de estribo, que los calcideos copiaron y reelaboraron, aunque inicialmente tomaron prestada la forma globular de la crátera con columnas corintias. Se discute la ubicación de esta clase pero prevalece la tendencia a considerarla un producto occidental, en particular de la colonia calcidea de Regio en la Magna Grecia, la actual Reggio Calabria (estado de la cuestión y evolución reciente en los escritos de Mario Iozzo). Es de fundamental importancia el reciente reconocimiento (M. Iozzo, 1994) de que en el alfabeto de los vasos calcideos hay elementos que son exclusivos de la versión occidental, es decir, de las colonias calcideas en el sur de Italia, y no de las ciudades de la madre patria.

## Origen y desarrollo
El pintor (y probablemente también el alfarero) que parece haber influido en sus contemporáneos y en la generación siguiente, dando lugar a una verdadera escuela, es el autor de un grupo de ánforas que Andreas Rumpf denominó Grupo de las ánforas inscritas, por la presencia en su interior de seis ánforas con inscripciones en alfabeto calcideo, y se le conoce como Pintor de las inscripciones, o de ánforas inscritas. La producción calcidea está datada, en base a comparaciones estilísticas con la cerámica ática, en el período comprendido entre poco antes de la mitad del siglo VI a. C. hasta aproximadamente el 500 a. C. o un poco más tarde (para la cerámica barnizada en negro y para alguna derivación imitativa). Sobre la base de la obra de G. Loeschkke, A. Rumpf hizo varias agrupaciones estilísticas, estableciendo una clasificación que todavía hoy se considera un punto de referencia válido y que ha sido confirmada por los estudios más recientes de Mario Iozzo, que actualizó sus conocimientos sobre la clase, profundizando o resolviendo algunos problemas, y que también identificó una producción de barniz negro (obviamente difundida sólo en la zona del Estrecho de Mesina y en el interior de Calabria). Los grupos que siguen al de las ánforas inscritas (de las ánforas de perfil continuo, de Tarquinia o Leipzig, de las hidrias de Cambridge u Orvieto, etc.) tienen una calidad inferior y se limitan a seguir el legado del Pintor de las inscripciones con buen gusto y destreza decorativa. Entre ellas destaca la figura del Pintor de Fineo, ceramógrafo y probablemente también alfarero preciso y elegante, aunque repetitivo y manierista, conocido sobre todo por haber creado y pintado las elegantísimas y admirables copas calcideas de ojos grandes que tuvieron tanto éxito en el mercado etrusco que estimularon la reacción inmediata del taller ateniense del alfarero Nicóstenes, del que salieron rápidamente numerosas copas «calcidizantes», es decir, con características calcideas.
El sitio más importante de hallazgos de cerámica calcidea está en Regio; muchos otros ejemplares provienen de Etruria, el sur de Italia y Sicilia; una pequeña parte proviene de Marsella y no se han encontrado vasos al este del Adriático. El hecho de considerar a Calcis y Eubea como el lugar de origen de la clase hace difícil explicar su total ausencia en tales sitios como la influencia del estilo en el resto de la cerámica griega. 2] Argumentos más válidos sugieren un lugar de origen occidental, una colonia calcidea, especialmente la presencia en la producción de formas desconocidas en Grecia y el uso, en las inscripciones, de letras no conocidas en el alfabeto calcideo de la madre patria Eubea, pero exclusivas de las colonias occidentales. Hoy en día, la hipótesis más apoyada es la de la región de Regio, hipótesis de G. Vallet, recientemente confirmada con argumentos más que convincentes por los estudios de Mario Iozzo.

## Estilo

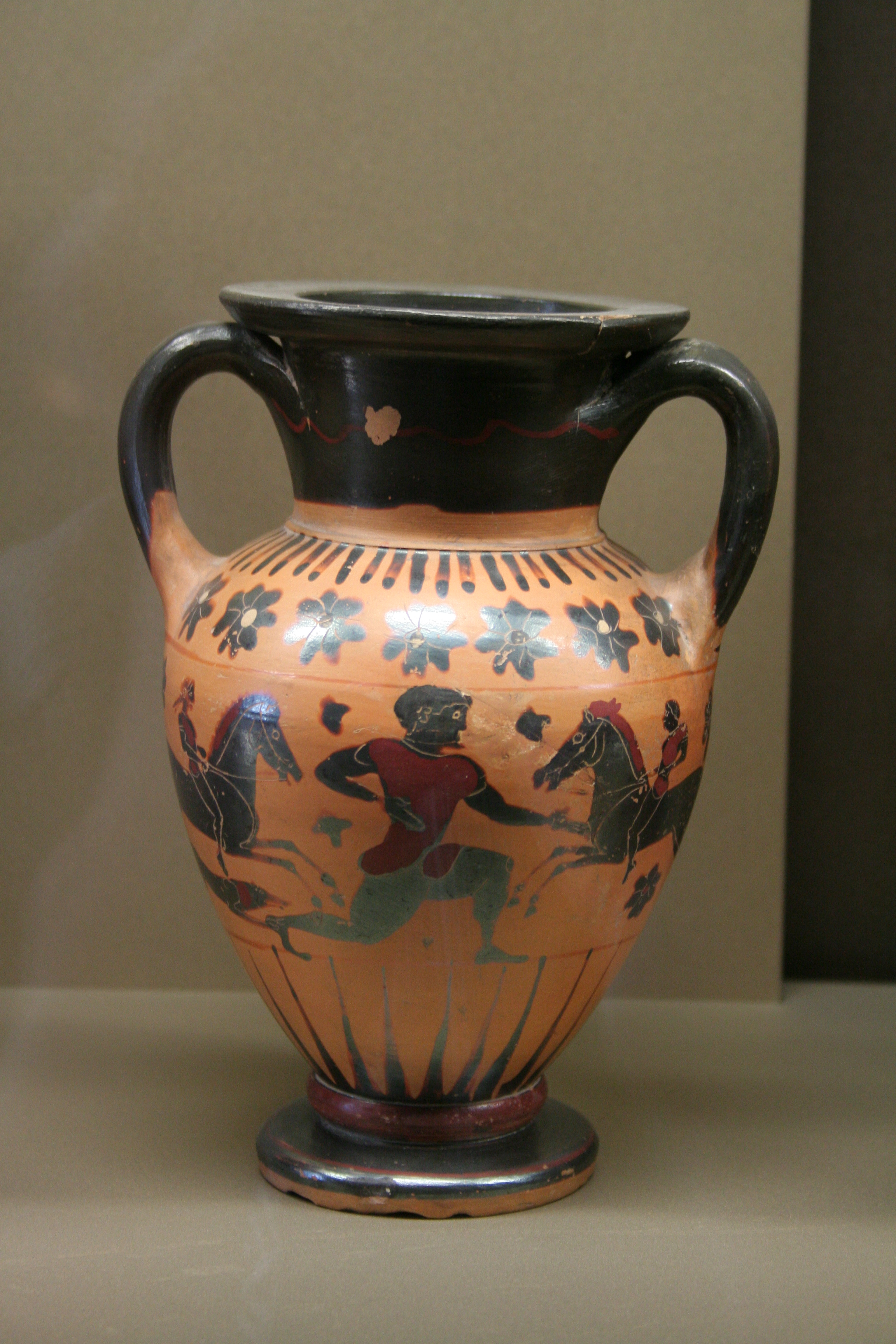
Grupo de las ánforas de Leipzig, ánfora de figuras negras, Museo del Louvre E801.

Al igual que en la cerámica ática de figuras negras del período maduro, la cerámica calccidea se caracteriza por grandes figuras dentro de paneles bordeados con bandas decorativas o simplemente sobre un fondo oscuro. Las escenas representadas son a menudo animadas escenas de acción e historias mitológicas muy raras, o peculiares por la forma en que son tratadas, en algunos casos quizás influenciadas por la épica de los grandes poetas de la Magna Grecia más que directamente de la homérica. Sin embargo, es muy frecuente que incluso los grupos de figuras simples, con pocos detalles internos, incluyendo hombres y mujeres o animales, en los jarrones menos precisos. Entre estos últimos, un tema bastante frecuente es la combinación de animales, a veces sin atención particular a las proporciones recíprocas, en nombre de la isocefalia de las figuras, así como la cuadriga frontal. El adorno típico es el entrelazamiento de flores de loto y palmetas en el campo principal, mientras que la cadena de flores de loto y capullos se encuentra en los campos secundarios o en el cuello de las ánforas. Las formas más comunes son el ánfora con cuello separado, la hidria, la crátera con pequeñas columnas de forma corintia (solo al principio) y más tarde, la laconia, con asas de estribo pero de perfil variado, la copa con un pie típico y el enócoe, de diversas formas; todas ellos siempre de gran calidad. La arcilla es fina y su color varía de amarillo anaranjado a marrón rojizo. La pintura es brillante, casi negra o marrón dorado si está más diluida. El efecto es muy similar al de la cerámica ática, pero todavía perceptible por algunas características técnicas, como el uso de sumergir el cuello de las ánforas en pintura negra, y luego decorarlo con líneas onduladas púrpuras, o la práctica de aplicar primero capas ligeras de color en el contorno de las figuras y luego superponerles un color denso que no llena del todo la forma. La forma en que se representan los pliegues de la ropa es indicativa de la derivación estilística de la cerámica calcidea que mostraba la cerámica ática, de la cual grandes cantidades pasaron por el puerto de Regio. El estilo calcideo es menos disciplinado y menos preciso que el ático, más fluido y más decorativo, sobre todo es fuertemente ecléctico. Pero la producción calcidea es la única escuela de figuras negras de la segunda mitad del siglo VI a. C. capaz de soportar la comparación cualitativa (tanto a nivel formal como técnico y estilístico) con la producción contemporánea ática. ¡Y los etruscos lo sabían bien!